# Елза Стерсте
Елза Стерсте (лет. Elza Stērste, удата Вирза; 18. март 1885, Вецпиебалгская волость, округ Венден, провинција Ливонија – 19 април 1976, Рига, Видземе, Летонска ССР) била је совјетско-летонска песникиња, писац и преводилац. Ћерка адвоката и лингвисте Андрејс Стерсте, супруга писца Едвартса Вирзе, бака писца и дипломате Ане Жигуре.
Преводила је са француског и писала размишљања о француској поезији. Елза Стерсте је укупно објавила шест књига поезије и неколико збирки.

## Биографија
Рођена 18. марта 1885. у месту Вецпиебалгскаја волост, Ливонска губернија, Руска Империја.
Дипломирала је клавир на Конзерваторијуму у Санкт Петербургу (1906), затим студирала француску књижевност на Сорбони, одбранивши диплому о естетици Шарла Бодлера. По повратку из Париза објавила је своју прву књигу песама Prelūdijas (1913). Живела је у Јелгави и предавала музику и француски језик.
Године 1920. удала се за писца Едвартса Вирзу, а следеће године родила им се ћерка Амарилис. Превела је песме са француског (укључујући и за антологију француске поезије коју је саставио њен супруг 1931. године), а такође је превела на летонски роман Елсе Триолет Roses à crédit. Након своје прве збирке песама, Стерсте је објавила још три књиге прозе, међу којима је и роман Andreja Zīles dzīve (1937), чији је прототип за главни лик био њен отац. Поред тога, Елза Стерсте је написала књиге о Корнеју, Расину и Молијеру и превела летонске даине (бајке) на француски.
Једна од потписника Меморандума Централног савета Летоније од 17. марта 1944. Била је међу 188 политичких и културних личности Летоније који су потписали меморандум којим се захтева обнављање независности Летоније.
Јануара 1951. ухапшена је у вези са такозваном „ француском групом“ – кругом летонских интелектуалаца који су се састали у приватном стану да разговарају о француској култури. Као једна од организатора ове групе, 65-годишња Стерсте је осуђена на 25 година логора. Године 1955, након што је пуштена у егзил, Стерсте је доживела мождани удар који ју је оставио делимично парализованом. Године 1956. она се, заједно са осталим члановима „француске групе“, вратила у Летонију под амнестијом.
Почетком 1960-их, Стерстеова дела су поново почела да се појављују у летонској штампи. Године 1967. објављена је књига песама Atstari: Izlase, 1903—1966 (Размишљања: Изабрано, 1903-1966), коју је рецензирао часопис „Пријатељство народа ”. Уследиле су још три књиге објављене током њеног живота, укључујући поезију, прозу и песме за децу.
Умрла је 19. априла 1976. у Риги.
Године 2005. Стерстеова унука, Ана Жигуре, објавила је књигу посвећену њој, Marselīne (Марселина), названу по поетском имену које је Едвартс Вирза користио у својим песмама упућеним својој жени. Књига садржи и песме саме Стерсте и причу о њој.